# HTTP-флуд
HTTP-флуд — тип DDoS атаки, в котором атакующий манипулирует GET или POST запросами для атаки на Веб-сервер или приложение. В этом типе атаки зачастую используется сеть узлов (Ботнет), которые были захвачены при помощи вредоносных программ, таких, как Троянский конь. Вместо использования изменённых пакетов, методов спуфинга или отражения, HTTP-флуд требует меньше пропускной способности для атаки на сервер.

## Описание атаки
В HTTP-флуд атаке клиенты, такие как Web-Браузер, взаимодействуют с приложением или с сервером для отправки HTTP запросов. Запрос может быть как «GET», так и «POST». Цель атаки заключается в том, чтобы заставить сервер выделить как можно больше ресурсов для обслуживания запроса, тем самым лишив легитимных пользователей доступа к ресурсам сервера.

### GET-флуд
GET запрос используется для получения статического содержимого, например, изображений. Обычно это не вызывает большой нагрузки на сервер для отдельного запроса.

### POST-флуд
POST запросы, скорее всего, потребуют от сервера выполнение какой-либо обработки данных, например, поиск элементов в базе данных. Поэтому, такие атаки создают большую нагрузку на сервер, для каждого запроса.

## Методы защиты
Поскольку при HTTP-флуд атаке используются стандартные URL запросы, то, следовательно, довольно трудно отличить поддельный трафик от полезного. Одним из наиболее эффективных методов защиты является комбинация методов профилирования трафика, которая, в основном, включает в себя идентификацию репутации IP и отслеживание ненормальных действий.